# Léon Castel
Léon Castel, né le 7 février 1871 à Lézignan-Corbières dans l'Aude et mort le 27 février 1955 dans son village natal, est un homme politique français.

## Biographie
Fils d'ouvriers agricoles et ouvrier agricole lui-même, avant de devenir viticulteur. Militant syndical, il devient secrétaire du Syndicat des travailleurs agricoles de Lézignan-Corbières en 1892. En 1895, il devient correspondant du Journal La Dépêche de Toulouse des frères Sarraut et en 1896 il fonde le Groupe d'études sociales de Lézignan-Corbières.
Il s'engage en politique en devenant conseiller d'arrondissement en 1898, mandat qu'il conserve jusqu'en 1908, année de son élection au conseil général, ou il siège jusqu'en 1939. En 1900, il devient maire de Lézignan-Corbières et le demeure jusqu'en 1941.
Candidat aux élections législatives de 1919 sur une liste de Fédération républicaine d'union économique, agricole et démocratique, il est élu député de l'Aude et s'inscrit au groupe radical-socialiste.
Réélu en 1924 sur une Liste républicaine radicale-socialiste de défense agricole et viticole, puis en 1928, 1932 et 1936 au scrutin uninominal, il se montre un député essentiellement actif sur les questions agricoles et viticoles.
Le 10 juillet 1940, il vote en faveur de la remise des pleins pouvoirs au Maréchal Pétain. Il accepte de siéger au sein de plusieurs assemblées créées par le Gouvernement de Vichy. Inéligible à la Libération, il ne reprend pas d'activité politique.
Très impliqué dans le monde viticole, Léon Castel fonde en 1909 la première cave Coopérative de l'Aude, et en assume la présidence jusqu'à son décès. En 1923, il est un des fondateurs du Syndicat de défense du cru Corbières. Léon Castel, ouvrier agricole à son adolescence, grâce à son travail fut roulier (celui qui avec un cheval et une charrette transportait le vin dans un demi-muid), courtier en  vins, propriétaire, et négociant en vins. Il fut  Président de la Section locale de la CGCM (Confédération générale de vignerons du Midi fondée à Narbonne par Ernest Ferroul), président de l'Office départemental agricole de l'Aude, et membre du Conseil supérieur de l'agriculture.

## Mandats effectués
- Conseiller d'arrondissement de 1898 à 1908
- Conseiller général de 1908 à 1939 du canton du Lézignanais
- Maire de Lézignan-Corbières de 1900 à 1941
- Député de l'Aude de 1919 à 1940